# Corethrovalva allophylina
Corethrovalva allophylina là một loài bướm đêm thuộc họ Gracillariidae. Nó được tìm thấy ở Nam Phi.
Ấu trùng ăn Allophylus transvaalensis. Chúng ăn lá nơi chúng làm tổ.